# Eastry
Eastry är en ort och civil parish i grevskapet Kent i sydöstra England. Orten ligger i distriktet Dover, cirka 4 kilometer sydväst om Sandwich. Tätorten (built-up area) hade 2 384 invånare vid folkräkningen år 2021.